# Eesti Laul
 (septembre 2020).
Si vous disposez d'ouvrages ou d'articles de référence ou si vous connaissez des sites web de qualité traitant du thème abordé ici, merci de compléter l'article en donnant les références utiles à sa vérifiabilité et en les liant à la section « Notes et références ».
L'Eesti Laul (littéralement Chanson estonienne ou Chanson de l'Estonie) est la sélection nationale permettant de choisir le représentant de l'Estonie pour le Concours Eurovision de la chanson depuis 2009.

## Origine
L'Eesti Laul a été instauré en 2009 par ERR, la compagnie de radio-télévision publique estonienne, en remplacement  d'Eurolaul, précédemment utilisé depuis la première participation de l'Estonie à l'Eurovision en 1993. Le concours est diffusé sur la chaîne ETV (Eesti Televisioon).

## Concept et organisation
L'Eesti Laul a été introduit afin de produire un concours avec des goûts musicaux estoniens présentés à un public européen. Le concours est ouvert, toutes les informations sur les chansons étant révélées durant le processus de sélection.
De 2009 à 2012, dix chansons sont sélectionnées chaque année, et sont proposées au public estonien à travers plusieurs émissions spéciales.
En 2012, deux demi-finales de dix chansons chacune sont introduites. Dans chaque demi-finale cinq chansons sont sélectionnées pour la finale, qui en sélectionne deux avant la "superfinale" qui départage les qualifiés, et dont le vainqueur devient le représentant de l'Estonie au concours Eurovision de la chanson.
Lors de la "superfinale", le vainqueur est sélectionné à l'issue de deux phases de vote : la première sélectionne les deux meilleures chansons, choisies par le jury et le télévote à 50-50%, et la seconde sélectionne le vainqueur des deux chansons par le télévote à 100 %.

## Vainqueurs
| Performance | Performance                                          | Performance             | Performance                                                                          | À l'Eurovision                                         | À l'Eurovision                                         | À l'Eurovision                                         | À l'Eurovision                                         |
| Année       | Chanson                                              | Artiste                 | Paroliers                                                                            | Position (finale)                                      | Points (finale)                                        | Position (demi-finale)                                 | Points (demi-finale)                                   |
| ----------- | ---------------------------------------------------- | ----------------------- | ------------------------------------------------------------------------------------ | ------------------------------------------------------ | ------------------------------------------------------ | ------------------------------------------------------ | ------------------------------------------------------ |
| 2009        | "Rändajad"                                           | Urban Symphony          | Sven Lõhmus                                                                          | 6e                                                     | 129                                                    | 3e                                                     | 115                                                    |
| 2010        | "Siren"                                              | Malcolm Lincoln         | Robin Juhkental                                                                      |                                                        |                                                        | 14e                                                    | 39                                                     |
| 2011        | "Rockefeller Street"                                 | Getter Jaani            | Sven Lõhmus                                                                          | 24e                                                    | 44                                                     | 9e                                                     | 60                                                     |
| 2012        | "Kuula"                                              | Ott Lepland             | Ott Lepland                                                                          | 6e                                                     | 120                                                    | 4e                                                     | 100                                                    |
| 2013        | "Et uus saaks alguse"                                | Birgit Õigemeel         | Mihkel Mattisen, Silvia Soro                                                         | 20e                                                    | 19                                                     | 10e                                                    | 52                                                     |
| 2014        | "Amazing"                                            | Tanja                   | Timo Vendt, Tatjana Mihhailova                                                       |                                                        |                                                        | 12e                                                    | 36                                                     |
| 2015        | "Goodbye to Yesterday"                               | Elina Born & Stig Rästa | Stig Rästa                                                                           | 7e                                                     | 106                                                    | 3e                                                     | 105                                                    |
| 2016        | "Play"                                               | Jüri Pootsmann          | Stig Rästa, Vallo Kikas, Fred Krieger                                                |                                                        |                                                        | 18e                                                    | 24                                                     |
| 2017        | "Verona"                                             | Koit Toome & Laura      | Sven Lõhmus                                                                          |                                                        |                                                        | 14e                                                    | 85                                                     |
| 2018        | "La forza"                                           | Elina Nechayeva         | Elina Nechayeva, Ksenia Kuchukova, Mihkel Mattisen et Timo Vendt                     | 8e                                                     | 245                                                    | 5e                                                     | 201                                                    |
| 2019        | "Storm"                                              | Victor Crone            | Victor Crone, Stig Rästa, Vallo Kikas et Fred Krieger                                | 20e                                                    | 76                                                     | 4e                                                     | 198                                                    |
| 2020        | "What Love Is"                                       | Uku Suviste             | Sharon Vaughn, Uku Suviste                                                           | Concours annulé à la suite de la pandémie de Covid-19. | Concours annulé à la suite de la pandémie de Covid-19. | Concours annulé à la suite de la pandémie de Covid-19. | Concours annulé à la suite de la pandémie de Covid-19. |
| 2021        | "The Lucky One"                                      | Uku Suviste             | Sharon Vaughn, Uku Suviste                                                           |                                                        |                                                        | 13e                                                    | 58                                                     |
| 2022        | "Hope"                                               | Stefan                  | Stefan Airapetjan, Karl-Ander Reismann                                               | 13e                                                    | 141                                                    | 5e                                                     | 209                                                    |
| 2023        | "Bridges"                                            | Alika                   | Alika Milova, Wouter Hardy, Nina Sampermans                                          | 8e                                                     | 168                                                    | 10e                                                    | 74                                                     |
| 2024        | "(nendest) narkootikumidest ei tea me (küll) midagi" | 5miinust & Puuluup      | Põhja Korea, Kohver, Lancelot, Päevakoer, Marko Veisson, Ramo Teder, Kim Wennerström | 20e                                                    | 37                                                     | 6e                                                     | 79                                                     |
| 2025        | "Espresso Macchiato"                                 | Tommy Cash              | Johannes Naukkarinen, Tomas Tammemets                                                | 3e                                                     | 356                                                    | 6e                                                     | 113                                                    |

Légende
 Gagnant
 Seconde place
 Troisième place
 Dernière place

## À l'Eurovision
Depuis que la présélection est en place, elle a permis au pays de se qualifier pour la finale à neuf reprises, en 2009, 2011, 2012, 2013, 2015, 2018, 2019, 2022 et 2023.
En 2009, Urban Symphony était parmi les favoris des bookmakers, et en 2011, Getter Jaani était la seconde favorite après le français Amaury Vassili. Urban Symphony réalise le meilleur résultat du pays depuis 2002, en obtenant la 6e place en finale et en se classant 3e de sa demi-finale.
En 2012, Ott Lepland était un outsider, les bookmakers et beaucoup de fans ne le voyant pas se qualifier pour la finale. Il égale cependant le classement de Urban Symphony en finale, terminant à la 6e place. L'année suivante, Birgit Õigemeel s'était qualifiée de justesse pour la finale et était attendue dernière de la finale. Mais termine finalement 20e sur 26, un score moyen, voire bon au vu des différents échecs de l'Estonie depuis 2004, avant l'instauration de l'Eesti Laul.
En 2015, Elina Born et Stig Rästa réintroduisent l'Estonie dans le top 10 avec Goodbye to Yesterday, se classant 7e sur 27 participants avec 106 points, après l'échec du pays l'année précédente, Tanja n'étant pas parvenue à se qualifier pour la finale. Après cela s'ensuivit une période de deux ans durant lesquels le pays ne parvint pas à se qualifier, décrochant même en 2016 son pire résultat : le pays termine en effet à la 18e et dernière place de sa demi-finale.
En 2018 et 2019 néanmoins, le pays renoue avec la finale, respectivement représenté par Elina Nechayeva et sa chanson La forza, et Victor Crone avec sa chanson Storm, terminant respectivement 8e avec 245 points (le plus haut nombre de points enregistré par le pays depuis ses débuts au concours) et 20e avec 76 points.
En 2020, le pays devait être représenté par le chanteur Uku Suviste et sa chanson What Love Is, mais le concours est annulé en raison de la pandémie de Covid-19.
En 2022, c’est Stefan Airapetjan qui représente l’Estonie avec sa chanson Hope. Il parvient à se qualifier pour la finale, où il se classe 13ème sur 25 participants.
En 2023, Alika Milova gagne l’Eesti Laul et, de fait, représente son pays au Concours avec sa chanson Bridges. L’Estonie parvient de nouveau à intégrer le top 10, se classant 8ème sur 26 participants lors de la finale.